# Joshua Morrow
Joshua Jacob Morrow (ur. 8 lutego 1974 w Juneau) – amerykański aktor telewizyjny.

## Życiorys
Urodził się i dorastał w Juneau, w stanie Alaska jako syn Kema Morrow. Jego ojciec był na stanowisku w Straży Wybrzeżnej. Kiedy w 1977 jego rodzice rozwiedli się, wraz z ojcem i siostrą Jamie przeniósł się do stanu Oklahoma. Następnie przeprowadził się do Alamogordo w stanie Nowy Meksyk i osiedlił się w stanie Kalifornii Południowej. W szkole średniej grał w drużynie piłkarskiej, koszykarskiej, baseballowej, lekkoatletycznej i tenisowej.
Zadebiutował na scenie w lokalnym teatrze The Young Artists Ensemble w Thousand Oaks w stanie Kalifornia w sztuce Zwykli ludzie (Ordinary People). Po ukończeniu Moorpark College, wystąpił w przedstawieniach: Zaklinacz deszczu (The Rainmaker), Długa droga do ruiny (Road to Ruin) i Występowanie w roli głównej nad przepaścią (Staring into the Abyss). Po raz pierwszy znalazł się na małym ekranie w dramacie telewizyjnym Podstępna miłość (My Stepson, My Lover, 1997) u boku Rachel Ward i Terry’ego O’Quinna. Następnie pojawił się w telefilmie 3deep (1999) z Eddie Cibrianem. W 1994 przyjął rolę Nicholasa Newmana w operze mydlanej CBS Żar młodości (The Young and the Restless), za którą otrzymał dwukrotnie nagrodę Soap Opera Digest i był pięciokrotnie nominowany do nagrody Emmy.
4 sierpnia 2001 poślubił swoją przyjaciółkę Tobe Keeney. Mają trzech synów: Coopera Jacoba (ur. 27 września 2002), Crew Jamesa (ur. 27 maja 2005) i Casha Joshuę (ur. 21 kwietnia 2008) oraz córkę Charlie Jo (ur. 30 października 2012).